# Régis Clère
Régis Clère (15 de agosto de 1956 — 9 de julho de 2012) foi um ciclista de estrada francês.
Clère nasceu em Langres, França. Durante sua carreira, venceu três etapas no Tour de France. Venceu uma dessas etapas no Tour de France 1987, depois que ele quase foi eliminado após terminar fora do limite de tempo na etapa anteior, mas o júri do Tour lhe permitiu continuar a corrida. Também competiu na prova de estrada individual nos Jogos Olímpicos de Verão de 1980 em Moscou, terminado na quadragésima terceira posição.
Clère morreu, aos 55 anos, em Dijon, França, durante um procedimento cirúrgico.